# The Odd Couple
The Odd Couple — второй альбом американской группы Gnarls Barkley, номинировавшийся на премию «Грэмми». Выпущен в интернете 18 марта 2008 года, а в магазинах — 25 марта. Дата релиза пластинки была передвинута самими музыкантами из-за того, что в начале марта альбом просочился в сеть.

## Предрелизы
В конце января нескольких музыкальных блогах появилась песня «Run (I'm a Natural Disaster)», ранее неизвестная и получившая положительные рецензии в музыкальных обзорах. «Run» был выпущен в качестве первого сингла с нового альбома 5 февраля 2008 года в США
Вторым синглом после «Run (I’m a Natural Disaster)» стала композиция «Going On», занявшая #23 в Top 100 25 марта и дебютировавшая на #88 в Billboard Hot 100. Премьера видео состоялась 20 марта 2008 года.
Тогда же третьим синглом стала песня «Who's Gonna Save My Soul».

## Список композиций
1. «Charity Case» — 3:12
2. «Who's Gonna Save My Soul» — 3:15
3. «Going On» — 2:54
4. «Run (I'm a Natural Disaster)» — 2:44
5. «Would Be Killer» — 2:22
6. «Open Book» — 3:20
7. «Whatever» — 2:18
8. «Surprise» — 3:50
9. «No Time Soon» — 2:55
10. «She Knows» — 2:44
11. «Blind Mary» — 3:25
12. «Neighbors» — 3:05
13. «A Little Better» — 3:07

## Интересные факты
- Переходы в конце каждой из песен альбома составлены таким образом, что в конце слышится звук крутящейся плёнки. Когда заканчивается последняя дорожка, вместо привычного звука звучит щелчок и звук остановки "плёнки", что символизирует окончание и импровизированной "записи", и самого альбома.
- Инструментальная версия композиции Run (I'm a Natural Disaster) звучит в фильме Люди Икс: Первый Класс.